# MG 81
Das MG 81 war ein Maschinengewehr der Zeit des Zweiten Weltkrieges aus deutscher Produktion. Es wurde 1938/39 von der Firma Mauser entwickelt.

## Geschichte
Das MG 81 war für den beweglichen Einbau in deutschen Kampfflugzeugen ausgelegt. Basis für die Entwicklung war das MG 34. Das MG 81 ersetzte das MG 15 und wurde ab Ende 1940 vor allem als Abwehrwaffe in Bombern verwendet, zum Beispiel in:
- Heinkel He 111
- Heinkel He 177
- Junkers Ju 88
- Junkers Ju 87

Unter der Bezeichnung MG 81Z wurde eine Zwillingsausführung entwickelt (zwei Läufe auf einer Lafette). Im Gegensatz zum MG 15 wurde es mit Munitionsgurten geladen und bot mit seiner hohen Kadenz und selteneren Pausen zum Nachladen weitaus mehr Feuerkraft. Gegen Kriegsende wurden viele Exemplare an das Heer abgegeben und für den Einsatz in Bodengefechten mit Schulterstütze und Zweibein ausgerüstet.